# Epilio
Un epilio o epilión (del latín epyllium y este del griego ἐπύλλιον, diminutivo de ἔπος "poema épico") es una pequeña composición literaria de género épico, del que constituyen un subgénero. Está escrito en versos hexámetros. Se difundió durante el período helenístico cuando hubo preferencias por las formas poéticas condensadas, breves aunque intensas.
Calímaco fue uno de los principales poetas griegos  que practicaron este (sub)género. Otros significativos autores griegos de epilios fueron Teócrito (con su famoso Idilio 24 sobre Heracles niño), Mosco, y Euforión de Calcis pero sus producciones literarias han llegado al presente de un modo escaso y fragmentario como para conocer lo suficiente sus epilios. En la literatura latina el ejemplo más significativo de epilio es el carmen 64 de Catulo que consta de 400 hexámetros y tiene como argumento épico las nupcias de Peleo y Thetis progenitores (al menos Thetis), según el mito,  de Aquiles; otro latino que se destacó en el epilio fue Virgilio.
Es un poema narrativo breve de tema romántico o mitológico, que sólo trata un episodio de una historia mayor, que únicamente resume o da por supuesta. Se caracterizaba por estar repleto de elementos etiológicos y largas digresiones.
El género resurgió a partir del renacimiento, cultivado en latín por algunos humanistas (Pythiographia de Álvaro de Cadaval). En español, tuvo numerosos cultivadores sobre todo durante el siglo XVII, alcanzando su máxima expresión en el Polifemo de Luis de Góngora. En otras lenguas, pueden mencionarse los ejemplos de los ingleses Shakespeare (Venus and Adonis) y Christopher Marlowe (Hero and Leander).
Es un poema épico breve, de entre 100 y 600 versos hexámetros dactílicos. Su tema suele ser mitológico y, frecuentemente, amoroso. Este género fue muy querido de los poetas alejandrinos y de los neotéricos romanos por influencia de los anteriores.
En sus Geórgicas, Virgilio escribió uno de los epilios más conocidos, el de Orfeo en busca de Eurídice, fallecida por culpa del héroe Aristeo.
Se pueden encontrar también epilios en la obra maestra del poeta Ovidio, Las Metamorfosis, por ejemplo en el libro X, con las andanzas de Orfeo en los infiernos, o en el libro XI, con las desdichas de Ceix y Alcíone, una pareja real. Por lo demás, Ovidio se presenta como el especialista del género; en efecto, sus Metamorfosis, enteramente escritas en hexámetros dactílicos -en virtud de un respeto absoluto para con la tradición literaria y las reglas de versificación, respeto asombroso en la obra de Ovidio-, mezclan su humor y su escarnio personal con los tópicos y las hazañas poéticas más clásicas del período (sobre todo el relato del descenso a los infiernos, en griego catábasis), tópicos propicios a un desahogo sentimental y a la plenitud del arte del epilio.